# Scottsville (Kentucky)
Scottsville város az Amerikai Egyesült Államok Kentucky államában, Allen megyében, melynek megyeszékhelye is. Lakosainak száma 4299 fő (2020. április 1.).

## Népesség
A település népességének változása:

| 2010 | 4 226 |
| 2020 | 4 299 |